# Пољано Миланезе
Пољано Миланезе (итал. Pogliano Milanese) је насеље у Италији у округу Милано, региону Ломбардија.
Према процени из 2011. у насељу је живело 8057 становника. Насеље се налази на надморској висини од 166 м.

## Становништво
Према резултатима пописа становништва 2011. у општини је живело 8.141 становника.
| 1931. | 1936. | 1951. | 1961. | 1971. | 1981. | 1991. | 2001. | 2011. |
| ----- | ----- | ----- | ----- | ----- | ----- | ----- | ----- | ----- |
| 2.504 | 2.506 | 3.132 | 4.090 | 5.418 | 6.720 | 7.382 | 7.828 | 8.141 |